# 蔣肇聰
蔣肇聰（1842年11月10日—1895年8月24日），字肅菴，小名明火，齋號肅庵（肅菴）。浙江寧波奉化溪口人。蔣中正之父。
蔣肇聰是兩兄弟中的老二，在父親蔣斯千去世後，接替家政，經營數載，使蔣家財勢越來越大:456。

## 出生
父親蔣斯千（1814年12月31日－1894年11月21日）經營鹽業，家境富裕。
蔣肇聰工於心計，精明幹練，人稱「埠頭黃鱔」:2。他為擴展鹽舖業務，除食鹽、白米、酒外，還兼營菜餅、石灰等:9。蔣肇聰使玉泰盐铺於溪口鎮上占有三間店面，並設有作坊，雇用經理、賬房、伙計、學徒以及臨時性長工多人，資本不下兩三千銀圓:2。為增加實力，除吸收存款外，還與溪口鎮毛穎甫「太昌鹽酒店」、蕭王廟鎮孫昭水「永興行鹽酒店」、亭下鄉孫惠祥「永利米店」等合夥，克服陸路交通不便，租用木船運貨，自寧波溯奉化到蕭王廟，再用竹筏沿著剡溪至溪口:9。
1888年（光緒十四年），蔣肇聰由玉泰鹽舖遷居報本堂之西廂房:1。

## 家庭[5]
蔣肇聰前後娶過三房正式夫人。
- 元配徐氏：〔1846年4月14日-1882年3月27日（35歲）；道光二十六年丙午三月十九日生，光緒八年壬午二月初九日未時卒〕
  - 長女蔣瑞春（1874年－1947年10月31日[4]:52）。1889年（光緒十五年），蔣瑞春嫁給任宋村宋式倉[4]:2。
  - 长子蔣锡侯（1875年1月3日－1936年12月27日）。过继给堂兄蔣肇餘。
- 續娶肖鎮孫氏〔1855年7月14日-1886年11月12日（31歲）；咸豐五年乙卯六月初一日辰時生，光緒十二年丙戌十月十七日辰時卒〕[2]:2，孫氏去世，無所出。
- 續娶嵊縣王玉〔1864年12月7日-1921年6月14日（56歲）；同治三年甲子十一月初九日戌時生，民國十年辛酉六月十四日辰時卒〕為填房，王采玉生兩男兩女。
  - 次子蔣中正（譜名周泰，1887年10月31日－1975年4月5日）
  - 幼子蔣瑞青（譜名周傳，1894年11月23日－1897年4月24日），幼年夭亡[1]:456。
  - 次女蔣瑞蓮（生於光緒十六年〔1890年〕六月初六日[4]:2，1937年逝世）蔣瑞蓮嫁給蕭王廟後竺村竺芝珊，竺芝珊為玉泰鹽鋪學徒，1971年8月20日逝世於台灣交通銀行董事長任內[6]。
  - 幼女蔣瑞菊（生卒於1892年），亦幼年夭亡[1]:456。

## 逝世
光緒二十一年（1895年）七月五日，蔣肇聰歿，享年五十四歲:2。蔣肇聰葬於溪口鎮北的桃坑山，與妻徐氏、孫氏合葬。